# 美唄ダム

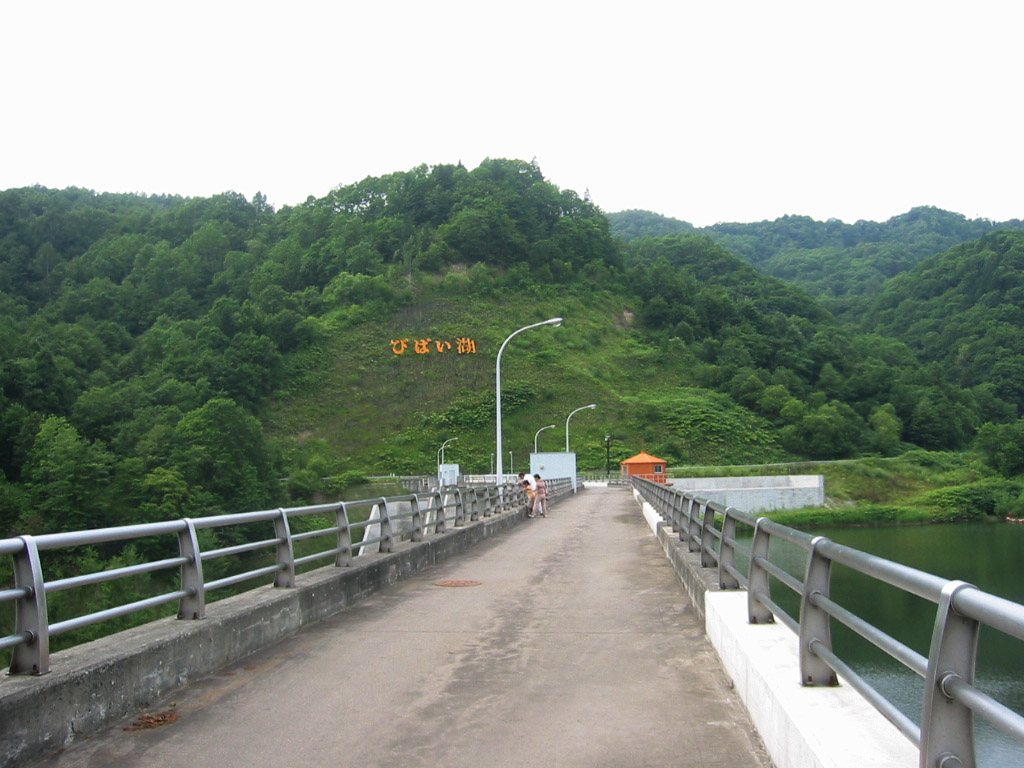
びばい湖

美唄ダム（びばいダム）は、北海道美唄市美唄地先、夕張山系美唄山にその源を有する一級河川・石狩川水系美唄川の上流に建設されたダムである。
北海道建設部が管理する補助多目的ダムであり、北海道が初めて完成させた多目的ダム事業でもある。堤高35.5mの重力式コンクリートダム。美唄川の治水を図るほか美唄市の水がめとなっている。ダム湖は「びばい湖」と呼ばれ、1987年（昭和62年）に市民公募で命名された。

## 沿革
1966年（昭和41年）8月に発生した洪水で美唄市街を中心に死者2名を含む甚大な被害を受けたことから、中小河川改修計画の見直しを行うこととなった。これにより、計画高水流量の改定を含む抜本的な治水計画の検討がなされ、その中において治水ダム計画が位置付けられる。また、地域の主要産業である石炭需要の急激な減少に対し、産業構造の転換を迫られていたことから、市内茶志内地区から奈井江町に渡る地域において工業地帯（空知工業団地）の整備及び企業誘致を計画することとなり、大規模な工業用水の確保が必要となったこと、さらに市街化整備に伴う上水道水利用の増加により上水の確保が必要となったことから、新たな水利確保が急務となった。
以上のことから、美唄川の上流において、治水及び利水を目的に北海道所管の多目的ダム事業として「美唄川総合開発事業・美唄ダム建設計画」を策定するに至り、1969年（昭和44年）の事業着手から約13年の年月を経て、1982年（昭和57年）に完成した。洪水調節、工業用水及び上水道用水の確保を目的として建設された。
2000年（平成12年）から2004年（平成16年）にかけ、クレストゲート（水門）による洪水放流方式から越流堰による自然調節方式（ボウズ化）へ、洪水調節方式を変更する「美唄ダム再開発事業」工事を実施した。尚、管理施設であるが、平成16年度で札幌土木現業所美唄総合ダム事務所は閉鎖され、現在は同岩見沢出張所で管理されている。
2020年（令和2年）8月には、北章宅建が命名権を取得し「イエステーション 北章宅建美唄ダム」の愛称がつけられた。

## 観光
市街からダムに至るまでの間には、炭鉱跡地が立ち並ぶほか、アルテピアッツァ美唄や炭鉱メモリアル森林公園等の観光施設がある。ダムサイト周辺は公園整備されており、例年7月下旬に「びばい湖まつり」が開催されている。源流のある美唄山は登山道が整備されており、山頂から石狩平野や夕張山地などを眺望できる。なお、美唄側登山道は、現在、北海道道135号美唄富良野線の工事中であり個人での入山は禁止されている。 